# Giải quần vợt Wimbledon 2018 - Đôi nữ khách mời
Kim Clijsters và Rennae Stubbs là nhà vô địch, đánh bại đương kim vô địch Cara Black và Martina Navratilova trong trận chung kết, 6–3, 6–4.

## Kết quả

### Từ viết tắt
| - Q = Vòng loại - WC = Đặc cách - LL = Thua cuộc may mắn - Alt = Thay thế - SE = Miễn đặc biệt | - PR = Bảo toàn thứ hạng - w/o = Thắng nhờ đối thủ rút lui trước trận đấu - r = Bỏ cuộc giữa trận đấu - d = Bị xử thua - SR = Xếp hạng đặc biệt |

### Bảng A
|    |                                      | Bartoli Hantuchová | Black Navratilova | Davenport Fernández | Martínez Schett  | RR T-B | Set T-B | Game T-B | Xếp hạng |
| A1 | Marion Bartoli Daniela Hantuchová    |                    | 1–6, 3–6          | 6–4, 6–3            | 7–5, 3–6, [10–8] | 2–1    | 4–3     | 27–30    | 2        |
| A2 | Cara Black Martina Navratilova       | 6–1, 6–3           |                   | 6–3, 6–3            | 6–4, 6–3         | 3–0    | 6–0     | 36–17    | 1        |
| A3 | Lindsay Davenport Mary Joe Fernández | 4–6, 3–6           | 3–6, 3–6          |                     | 4–6, 6–4, [6–10] | 0–3    | 1–6     | 23–35    | 4        |
| A4 | Conchita Martínez Barbara Schett     | 5–7, 6–3, [8–10]   | 4–6, 3–6          | 6–4, 4–6, [10–6]    |                  | 1–2    | 3–5     | 29–33    | 3        |